# Порт-Вінг (Вісконсин)
Порт-Вінг (англ. Port Wing) — переписна місцевість (CDP) в США, в окрузі Бейфілд штату Вісконсин. Населення — 156 осіб (2020).

## Географія
Порт-Вінг розташований за координатами 46°46′32″ пн. ш. 91°22′50″ зх. д. / 46.77556° пн. ш. 91.38056° зх. д. (46.775588, -91.380612).  За даними Бюро перепису населення США в 2010 році переписна місцевість мала площу 2,98 км², уся площа — суходіл.

## Демографія
Згідно з переписом 2010 року, у переписній місцевості мешкали 164 особи в 87 домогосподарствах у складі 49 родин. Густота населення становила 55 осіб/км².  Було 127 помешкань (43/км²).
Расовий склад населення:
| - 94,5 % — білих - 3,0 % — корінних американців |

До двох чи більше рас належало 2,4 %. Частка іспаномовних становила 0,0 % від усіх жителів.
За віковим діапазоном населення розподілялося таким чином: 12,2 % — особи молодші 18 років, 65,2 % — особи у віці 18—64 років, 22,6 % — особи у віці 65 років та старші. Медіана віку мешканця становила 54,8 року. На 100 осіб жіночої статі у переписній місцевості припадало 107,6 чоловіків;  на 100 жінок у віці від 18 років та старших — 108,7 чоловіків також старших 18 років.
Середній дохід на одне домашнє господарство  становив 50 351 долар США (медіана — 38 125), а середній дохід на одну сім'ю — 61 481 долар (медіана — 42 500). За межею бідності перебувало 13,1 % осіб, у тому числі 46,2 % дітей у віці до 18 років та 5,6 % осіб у віці 65 років та старших.
Цивільне працевлаштоване населення становило 71 особа. Основні галузі зайнятості: освіта, охорона здоров'я та соціальна допомога — 32,4 %, виробництво — 14,1 %, мистецтво, розваги та відпочинок — 12,7 %, роздрібна торгівля — 11,3 %.